# تئاتر درام دولتی گنجه
تئاتر درام دولتی گنجه (انگلیسی: Ganja State Drama Theater) یک تئاتر در شهر گنجه جمهوری آذربایجان است.
در اکتبر ۲۰۱۴ میلادی، در چارچوب فرمان ریاست جمهوری، بنای ساختمان جدید تئاتر درام دولتی گنجه پایه‌گذاری شد و ۳ میلیون منات به ساخت این ساختمان اختصاص یافت.  ساختمان جدید با ۱۳ هزار متر مربع در کرانه رودخانه گنجه واقع شده است.